# André Frossard
André Frossard, (Colombier-Châtelot, Doubs, 14 de enero de 1915 - Versalles, 2 de febrero de 1995) fue un periodista y escritor francés.

## Biografía
El padre de André Frossard fue Louis-Oscar Frossard, uno de los fundadores históricos del Parti communiste français, quien fue líder del partido durante 31 años. Sus padres (ella, atea de origen protestante y él, judío) lo criaron como ateo, pero a los 20 años de edad se convirtió al catolicismo tras tener una visión sobre "un mundo distinto, de un resplandor y una densidad que arrinconan al nuestro a las sombras frágiles de los sueños incompletos". Fue bautizado el 8 de julio de 1935, en la chapelle des religieuses de l’Adoration. 
En septiembre de 1936 se incorporó a la Armada y estuvo movilizado, con breves interrupciones, hasta febrero de 1941. Fue marinero, contramaestre, secretario de oficial de Estado Mayor, oficial de cifra. Se incorporó a la resistencia tras su desmovilización. Fue arrestado por la Gestapo en Lyon el 10 de diciembre de 1943, e internado en un barracón para judíos en la prisión de Montluc. Fue uno de los siete supervivientes de dicho barracón: setenta y dos presos fueron asesinados en Bron el 17 de agosto de 1944. A su salida de prisión, fue movilizado de nuevo por la Armada hasta diciembre de 1945. Fue condecorado con la Legión de Honor a título militar, y ascendido a oficial por el general de Gaulle.
Después de la guerra fue redactor jefe del semanario Temps présent, donde sucedió a Hubert Beuve-Méry, fundador de Le Monde. Fue también redactor jefe de L'Aurore, de Le Nouveau Candide, cronista de Le Point y RTL, editorialista de Paris-Match, etc.
A partir de 1946 escribe una columna diaria, primero en L'Aurore, después en Le Figaro.
En 1990 había escrito unos quince mil artículos.
Pronunciaba numerosas conferencias en Francia o en el extranjero, principalmente en Italia, donde la ciudad de Rávena lo eligió ciudadano honorario en 1986.
André Frossard fue elegido por la Academia francesa en 1987 para el Asiento 2. Sucedió a René de Castries. 
Sus libros son en su mayoría de inspiración religiosa.
En 1990, Juan Pablo II le otorgó la Gran Cruz de la Orden Ecuestre de Pío IX.
Fue también uno de los amigos franceses más cercanos del Papa Juan Pablo II.

### Ediciones en español
- André Frossard (1988). Dios existe: yo me lo encontré (12 edición). Ediciones Rialp. ISBN 9788432103193. Archivado desde el original el 24 de diciembre de 2013. Consultado el 12 de diciembre de 2009.
- André Frossard (2000). Defensa del Papa. Encuentro. ISBN 9788474905571.
- André Frossard (1993). Los grandes pastores: Abraham, Moisés, Jesucristo, San Pablo, Marx, Bernadette. Ediciones Rialp. ISBN 9788432129742. Archivado desde el original el 24 de diciembre de 2013. Consultado el 12 de diciembre de 2009.
- André Frossard (1991). No olvidéis el amor: la pasión de Maximiliano Kolbe. Ediciones Palabra. ISBN 9788471187734.

## Medallas y honores
- Oficial de la Legión de Honor
- Cruz de Guerra 1939-1945
- Medalla de la Resistencia